# La Fin des Pyrénées
Pour plus de détails, voir Fiche technique et Distribution.
La Fin des Pyrénées est un film français réalisé par Jean-Pierre Lajournade et sorti en 1971.

## Synopsis
La révolte de Thomas, soupçonné de meurtre par la police après avoir assisté au suicide de son père : il rompt avec sa famille et, en compagnie de Malvina, rencontrée par hasard, il va vivre dans la marginalité, se montrer violent, jusqu'à l'internement du couple dans un établissement psychiatrique.

## Fiche technique
- Titre : La Fin des Pyrénées
- Réalisation : Jean-Pierre Lajournade
- Scénario et dialogues : Jean-Pierre Lajournade
- Photographie : Jean-Jacques Renon
- Musique : André Ellart et Philippe Lenglet
- Son : Antoine Bonfanti
- Montage : Marguerite Renoir
- Pays d'origine :  France
- Directeur de production : Pierre Braunberger
- Société de production : Les Films de la Pléiade
- Format : couleur — son monophonique — 35 mm
- Genre : drame
- Durée : 80 minutes
- Date de sortie : 16 juin 1971

## Distribution
- Gérard Bellocq : Thomas
- Fiammetta Ortega : Malvina
- Roger Lanzac : l'animateur
- Nina Engel : la mère de Thomas
- Jean-Marc Leuwen : l'oncle
- Gérard Leblanc : le psychiatre
- Jean-Paul Fargier : l'ouvrier
- Philippe Jourde : le délégué syndical
- Philipe Bordier
- Michel Duplaix
- Gisèle Braunberger

## Distinctions

### Sélection
Le film a été présenté à la Quinzaine des réalisateurs, en sélection parallèle du festival de Cannes 1971.

### Récompenses
- 1970 : Grand prix du Festival de Mannheim[2]